# Cauchemar (nouvelle)
Pour les articles homonymes, voir Cauchemar (homonymie).
Cauchemar est une nouvelle d’Anton Tchekhov, parue 1886.

## Historique
Cauchemar est initialement publiée dans la revue russe Temps nouveaux, numéro 3621, du 29 mars 1886, sous le pseudonyme Antocha Tchekhonte.

## Résumé
Kounine, jeune barine d’une trentaine d’année, est de retour dans son domaine. Il convoque immédiatement le curé du village, le père Iakov Smirnov. Surpris par sa jeunesse, il a moins de trente ans, son aspect négligé, sa barbe clairsemée et son allure peu digne, il lui fait néanmoins part de grands projets pour la paroisse. Il veut ouvrir une école, pourtant, à la grande tristesse de Kounine, le projet ne suscite qu’un intérêt poli de la part du père Smirnov.
Le dimanche suivant, Kounine qui n’a pas l’habitude de côtoyer le peuple et la misère, se rend à l’office en observateur. L’église est vétuste, à moitié vide, et les paysans présents sont misérables. La gaucherie du père Smirnov pendant l’office et ses silences gênés éveillent en Kounine un sentiment d’hostilité envers lui, « On déplore la chute des sentiments religieux dans le peuple. Bien sûr ! Si on envoie beaucoup de prêtres comme ça ! »
Une semaine plus tard, Smirnov rend visite à Kounine sous un prétexte. Juste avant de repartir, il lui avoue qu’il est dans le besoin : sa femme et lui ne mangent pas à leur faim. C'est pourquoi il postule pour le poste de secrétaire que Kounine offre et se contenterai de la moitié du salaire promis. Puis il s'étend en explications sur sa situation misérable, son salaire, les personnes qu’il a à charge, le dénuement digne de telle personne de la paroisse et la faim qui le tenaille en permanence. Kounine le regarde partir : il comprend que Smirnov a fait huit verstes à pied pour venir le supplier. Il se remémore alors l’argent qu’il a gaspillé quand il menait la grande vie avec des prostituées à Saint-Pétersbourg : il se promet d’aider Smirnov, mais il comprend aussi qu’il n’en a ni les moyens ni même l’envie.

## Édition française
- Cauchemar, traduit par Madeleine Durand et Édouard Parayre, révision de Lily Dennis, éditions Gallimard, Bibliothèque de la Pléiade, 1967  (ISBN 978 2 07 0105 49 6).